# Barthélemy Hus-Desforges
 (septembre 2017).
Si vous disposez d'ouvrages ou d'articles de référence ou si vous connaissez des sites web de qualité traitant du thème abordé ici, merci de compléter l'article en donnant les références utiles à sa vérifiabilité et en les liant à la section « Notes et références ».
Pour les articles homonymes, voir Hus, Famille Hus et Desforges.
Barthélemy Hus, dit Hus-Desforges, est un comédien et chef de troupe de français né à Bordeaux le 18 juillet 1699 et mort à Lyon le 1er septembre 1786.
Fils du maître à danser Jérôme Hus et de Marguerite Pageot, dite Desforges, il est le cadet de la famille Hus et dirigera, avec son frère François, une troupe itinérante connue sous le nom de « troupe des frères Hus ».
Le 5 mars 1722, il épouse à Marseille Marianne Daguerre d'Ascorette, actrice née à Namur (1709-1736). De cette union naîtront au moins sept enfants qui feront partie de la troupe.
Le 27 janvier 1750, il épouse en secondes noces à Bruxelles Louise Vivier de Courtenay, descendante de la célèbre famille de Courtenay.
Il est le grand-père du musicien Pierre-Louis Hus-Desforges (1773-1838).